# Myiothlypis fraseri
Myiothlypis fraseri é uma espécie de ave da família Parulidae.
Pode ser encontrada nos seguintes países: Equador e Peru.
Os seus habitats naturais são: florestas secas tropicais ou subtropicais e florestas subtropicais ou tropicais húmidas de baixa altitude.